# アントワーヌ・シェジー
アントワーヌ・シェジー（フランス語: Antoine Chézy、1718年9月1日 - 1798年10月4日）は、フランスの水理技術者。シャロン＝アン＝シャンパーニュで生まれ、パリで死去。平均流速公式であるシェジー公式で知られる。

## 生涯
1718年、フランスのシャロン＝アン＝シャンパーニュで生まれる。
国立土木学校で学び、1752年にロイ・デ・レジュマート(Louis de Régemortes)の後任としてブルゴーニュ運河第一ルートの水準測量を行なった。
その後、1785年から1774年までジャン＝ロドルフ・ペロネ(Jean-Rodolphe Perronet)と共に、ヌイイ＝シュル＝マルヌとトリユポール(Trilport)のマルヌ川に架かる橋の建設工事を指導し、パリのコンコルド橋を完成させた。
1774年には、パリの公道を管理する市街地舗装局の査察官(inspecteur général du pavé au Bureau de ville)となった。
そこでパリのイヴェット川(Yvette (rivière))からの水供給について研究し、1775年に開水路の平均流速公式として以下のシェジー公式を提案した。
{\displaystyle V=C{\sqrt {RI}}}
ここで、{\displaystyle R}は径深、{\displaystyle I}はエネルギー勾配（河床勾配と同等）であり、係数{\displaystyle C}はシェジー係数と呼ばれる水路の水の流れやすさを表す係数である。
この式は19世紀になりロバート・マニングによって少し修正されマニング公式となり、現在、パナマ運河のような大きな運河から灌漑水路のような小さなものまで開水路の設計・建設に広く使われている。
1790年に引退した後はしばらく貧困生活が続いたが、シェジーの教え子であったガスパール・ド・プロニーがシェジーの研究および業績を評価したこともあって、1797年に国立土木学校のサード・ディレクターとなる。
1798年、80歳でパリで死去した。